# Thelonious in Action
Thelonious in Action — концертний альбом американського джазового піаніста Телоніуса Монка, випущений у 1958 році лейблом Riverside Records.

## Опис
Альбом Thelonious in Action був записаний 7 серпня 1958 року під час концерту в Five Spot Cafe в Нью-Йорку. Піаніст Телоніус Монк грає у квартеті разом з Джонні Гріффіном (тенор-саксофон), Ахмедом Абдул-Маліком (контрабас) і Роєм Гейнсом (ударні). Усі композиції написані Монком, серед них джазові стандарти «Blue Monk», «Rhythm-A-Ning» і «Epistrophy».

## Список композицій
1. «Light Blue»(Телоніус Монк) — 5:04
2. «Coming on the Hudson» (Телоніус Монк) — 5:15
3. «Rhythm-A-Ning» (Телоніус Монк) — 9:20
4. «Epistrophy (Theme)» (Телоніус Монк) — 1:00
5. «Blue Monk» (Телоніус Монк) — 8:02
6. «Evidence» (Телоніус Монк) — 8:31
7. «Epistrophy (Theme)» (Телоніус Монк) — 1:03

## Учасники запису
- Телоніус Монк — фортепіано
- Джонні Гріффін — тенор-саксофон
- Ахмед Абдул-Малік — контрабас
- Рой Гейнс — ударні

Технічний персонал
- Оррін Кіпньюз — продюсер
- Рей Фаулер — інженер
- Джек Меннінг — фотографія
- Пол Бейкон — дизайн